# Herb gminy Bukowsko

Herb Bukowska według Miast polskich w tysiącleciu

Herb gminy Bukowsko – jeden z symboli gminy Bukowsko, autorstwa Kamila Wójcikowskiego i Roberta Fidury, ustanowiony 15 marca 2021.

## Wygląd i symbolika
Herb przedstawia na tarczy w polu czerwonym od czoła jelenia biegnącego srebrnego z porożem złotym, od podstawy lilię podwójną srebrną z przepaską złotą. Herb stanowi kompilację symboli dwóch miejscowości wchodzących w skład gminy Bukowsko, które w przeszłości posiadały prawa miejskie i własne pieczęcie: Bukowsko i Nowotaniec. 

## Historia
Najstarsza znana pieczęć miejska Bukowska, odciśnięta na dokumencie z 1867 roku, wyobrażała biegnącego jelenia. W dwudziestoleciu międzywojennym jeleń był stojący i dołączyły do niego nieokreślone zarośla, które zinterpretowano jako drzewo bukowe w herbie stworzonym na potrzeby Miast polskich w tysiącleciu w latach 60 XX wieku. Herbem tym, jako elementem herbu złożonego, następnie nieoficjalnie posługiwała się gmina Bukowsko. Natomiast najdawniejszym symbolem Nowotańca był herb Gozdawa właścicieli miasta Balów i Stanów. Znany jest on z pieczęci miejskiej odciśniętej na dokumencie z 1565-66 roku.